# Forum Boarium

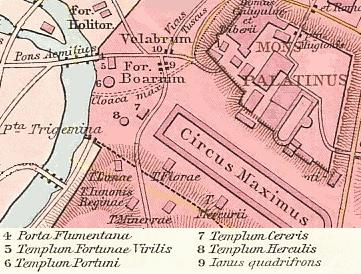
Lage des Forums zwischen Tiber und Circus Maximus (nach Droysens Handatlas)

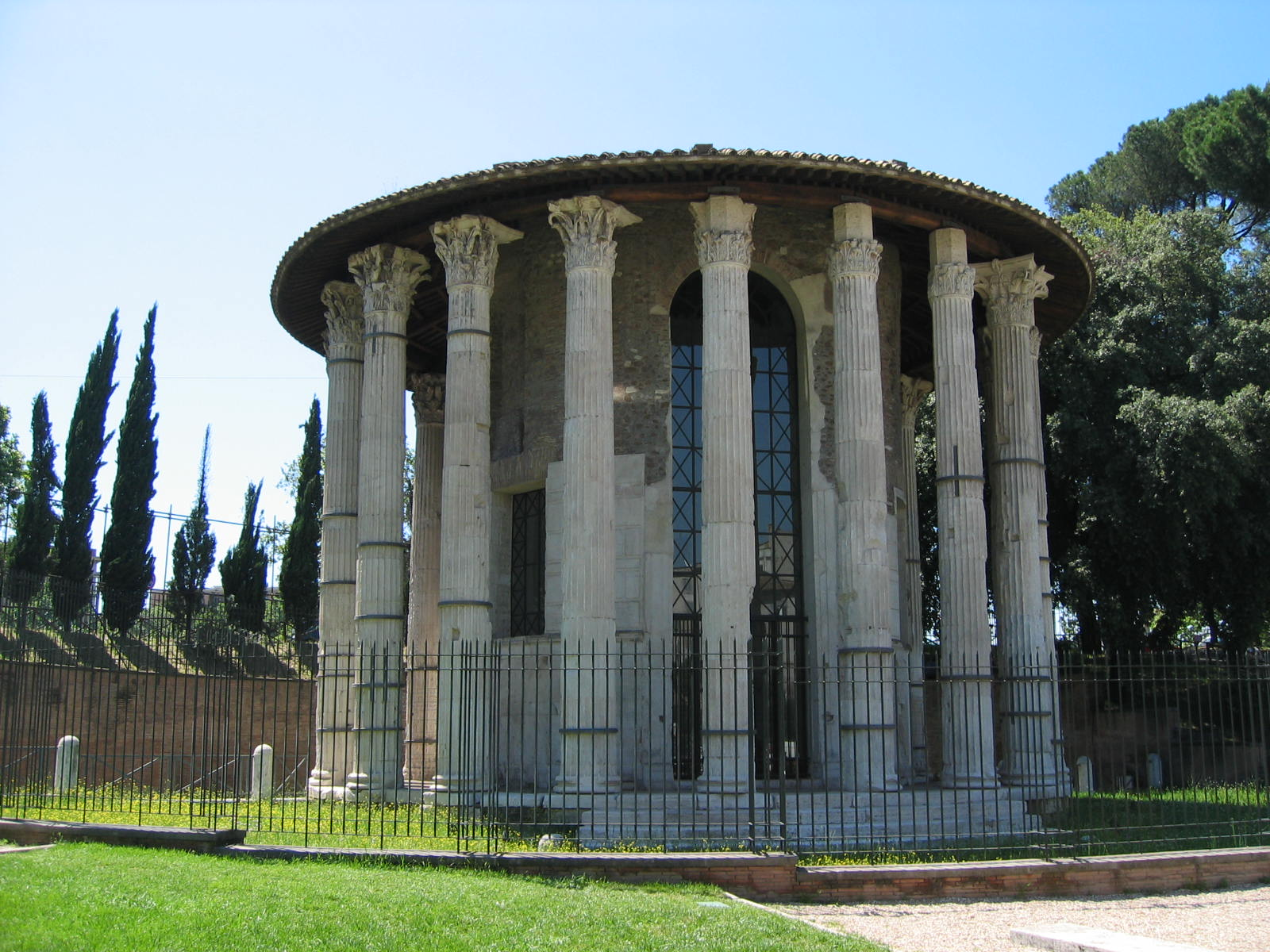
Tempel des Hercules Victor

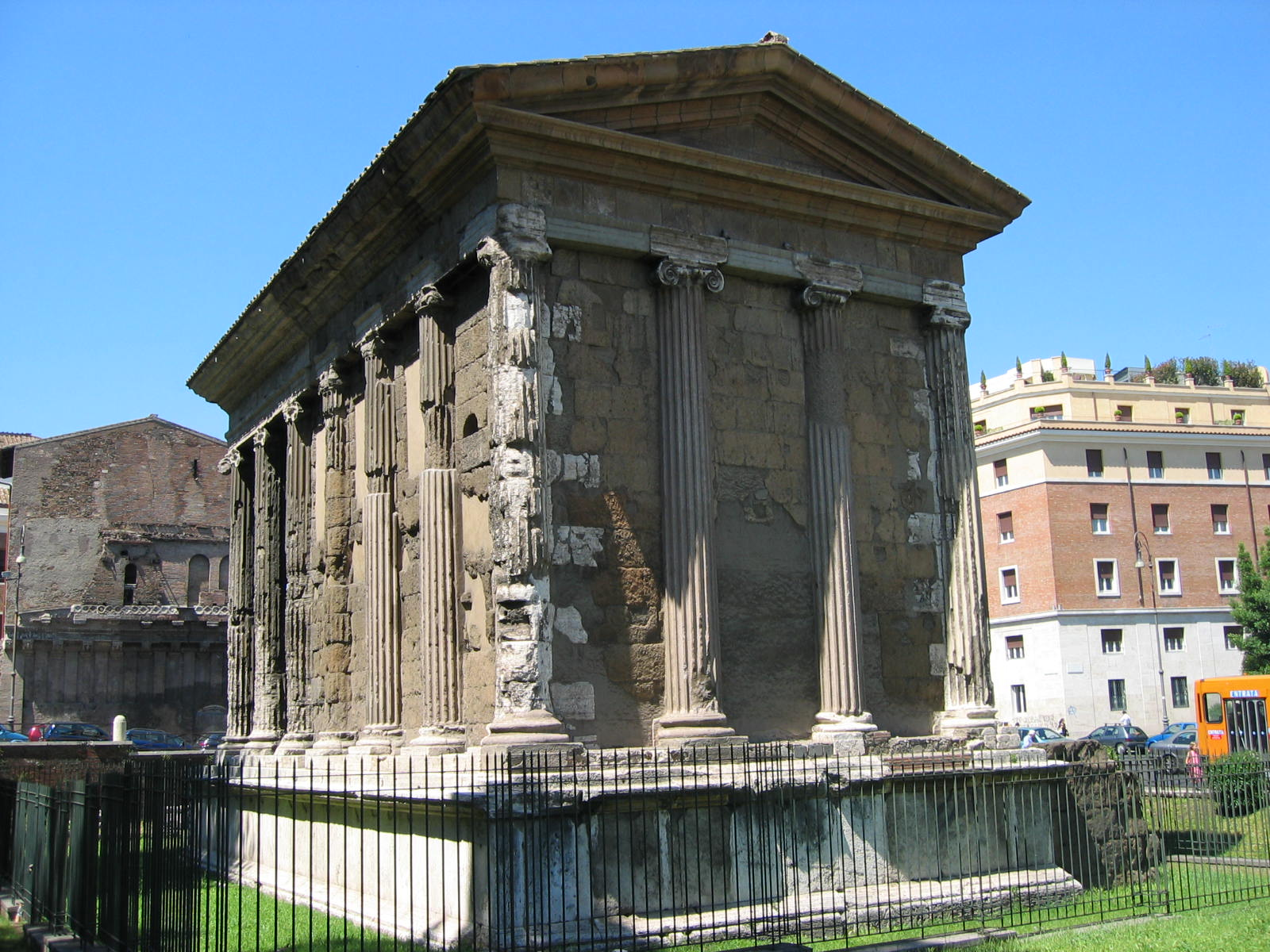
Tempel des Portunus

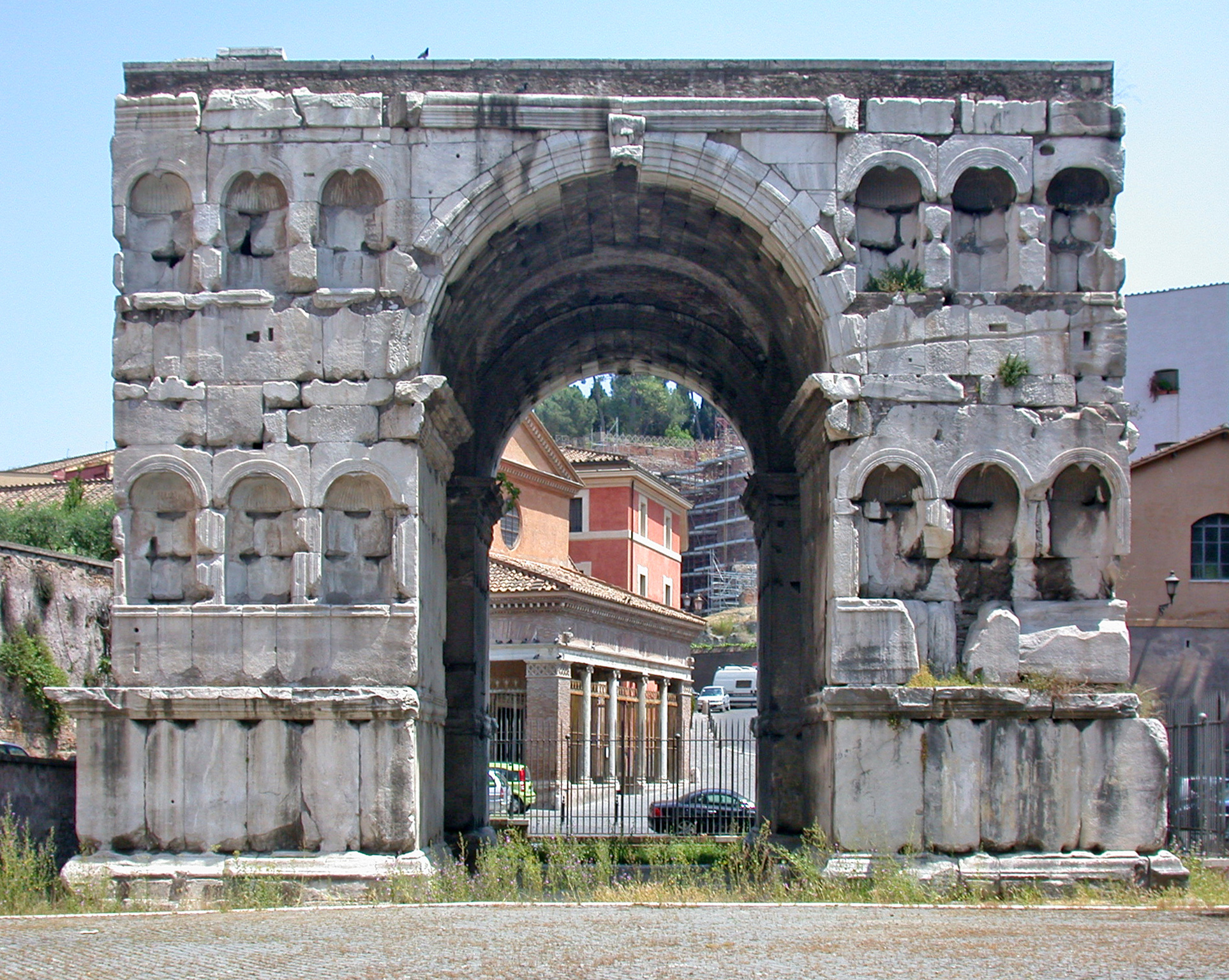
Der Janusbogen

Das Forum Boarium (von lateinisch bos „Rind“) war ein Marktplatz (Forum) des antiken Rom, der seinem Namen nach vor allem als Viehmarkt diente.

## Geschichte
Das Forum Boarium lag am Ufer einer flachen Stelle des Tiber, die einst den Hirten als Übergang diente. Deshalb wurde dieser Ort ein Platz für den Viehhandel, woher auch der Name des späteren Forums rührt.
Das Forum Boarium ist eines der ältesten in Rom. Hier befanden sich wegen der günstigen geographischen Verhältnisse nicht nur die ersten Brücken über den Tiber, sondern auch der ursprüngliche Haupthafen der Stadt (Portus Tiberinus). Rege geschäftliche Aktivitäten waren die Folge, die nur wenig nachließen, als im 3. Jahrhundert v. Chr. der Seehafen nach Ostia Antica verlegt wurde (42 n. Chr. erfolgte ein weiterer Hafen-Neubau in Portus Romae) und der Portus Tiberinus zum Stadthafen absank. Dennoch blieb er bis ins zweite Jahrhundert n. Chr. erhalten. In der Regierungszeit des Kaisers Trajan (98–117 n. Chr.) wurde er stillgelegt und mit Lagerhallen überbaut.

## Gebäude
Am Forum Boarium befinden sich der Tempel des Hercules Victor, der lange der Vesta zugeschrieben wurde, höchstwahrscheinlich aber dem siegreichen Herkules geweiht war, und der Tempel des Portunus, eine dem Hafengott Portunus geweihte Kultstätte (nach früherer Ansicht der Fortuna Virilis). Die Tempel sind so gut erhalten, weil sie im Mittelalter zu Kirchen umgebaut wurden.
Außerdem stehen am nördlichen Rand des Forums der stark verwitterte Bogen des Janus (Janus Quadrifrons), früher eine überdachte Straßenkreuzung und Händlertreffpunkt, und der sogenannte Argentarierbogen (arcus argentariorum).
Am südöstlichen Ende des Forums lag ein spätantikes Gebäude, in dem wahrscheinlich der Präfekt der Cura annonae, der Lebensmittelversorgung der Stadt, seinen Sitz hatte. Reste dieses monumentalen Baus sind heute noch in der Kirche Santa Maria in Cosmedin zu sehen. In ihrer Vorhalle befindet sich ein antikes Marmorrelief, das volkstümlich als „Mund der Wahrheit“ (Bocca della Verità) bezeichnet wird. Die Römer glaubten im Mittelalter, dass einem Lügner die Hand abgebissen werde, wenn er sie in die Mundöffnung des Reliefs legte.
Zu den Gebäuden am Forum Boarium gehörte auch das Mithräum am Circus Maximus, das 1931/1932 entdeckt wurde.